# プサムティス
プサムティス (Psammuthes) は、エジプト末期王朝のひとつ第29王朝のファラオで、紀元前393年（紀元前393年から紀元前392年にかけて、あるいは紀元前392年から紀元前391年にかけてとする説もある）の短期間だけ、その地位にあった。
ネフアアルド1世（ギリシア語名：ネペリテス1世）の死後、後継をめぐってふたつの派閥が対立し、一方は先王ネフアアルドの息子ムティス (Muthis) を支持し、もう一方は王権簒奪を狙うプサムティスを支持した。しかし、両者は結局、無関係な人物であったハコルに倒された。
プサムティスの統治は1年だけであった。プサムティスが、（当時の首都であったナイル川上流の）メンデスで実権を握っていたことを証明するような、その名が刻まれたものや記念物はほとんど残っていないが、デルタの上エジプトに位置するテーベでは、カルナックの聖なる湖の南側にカルトゥーシュが確認できる記念碑がある。